# مارتي إنجل
مارتي إنجل (بالإنجليزية: Marty Engel)‏ هو رامي مطرقة أمريكي، ولد في 25 يناير 1932 في نيويورك في الولايات المتحدة.

## وصلات خارجية
- مارتي إنجل على موقع أوليمبيديا (الإنجليزية)